# Vasudeva I

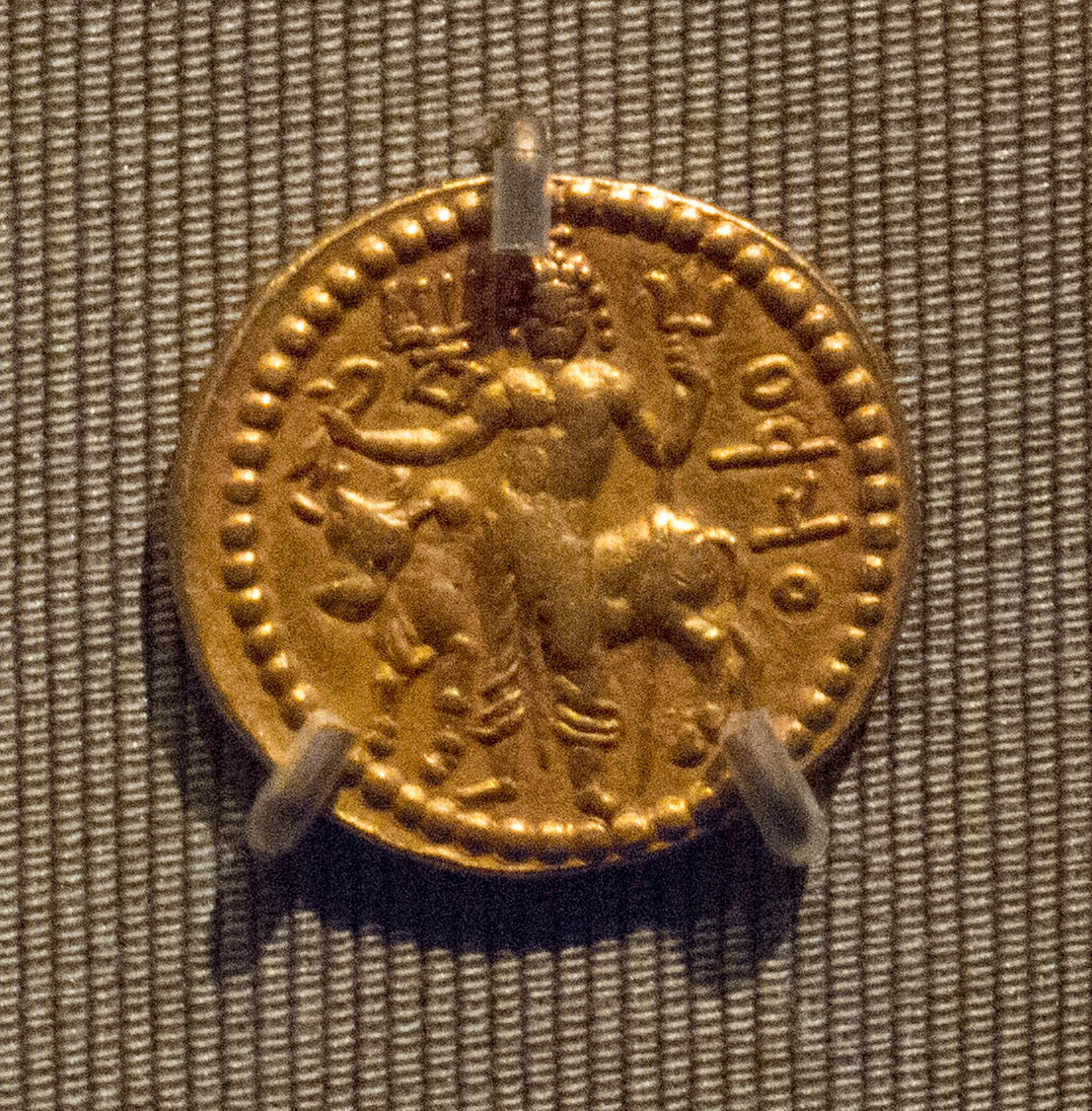
Moneda de Vasudeva I

Vasudeva I (Kushan: ΒΑΖΟΔΗΟ "Bazodeo", chino: 波調 "Bodiao") fue un emperador kushán , el último de los «Grandes kushanas» Nombrado en inscripciones datadas desde el año 64 al 98 de la era Kanishka, lo que sugiere que su reinado se extendió al menos de 191 a 232 CE. 
La última inscripción de su predecesor, Huvishka, es del año 60 = 187 CE, y la evidencia china sugiere que él todavía gobernaba en 229 CE. Fue el último gran emperador kushán, y el fin de su gobierno coincide con la invasión de los sasánidas en el noroeste de la India, y el establecimiento de los Indo-sasánidas o Kushanshahs alrededor de 240 CE. 

## Contactos con China
En la crónica histórica china Sanguozhi (三國志),  está registrado que envió tributo al emperador chino Cao Rui del Wei en 229 CE (3.º año de Taihe 太和), : 
«El rey de Da Yuezhi, Bodiao (波調) (Vāsudeva), envió su enviado a presentar tributo a Su Majestad, concediéndole un título de Rey del Yuezhi Íntimo con Wei (魏).» (Sanguozhi)
Es el último gobernante kushán mencionado en fuentes chinas. Su gobierno corresponde con la retirada del poder chino de Asia Central, y se cree que Vasudeva puede haber llenado el vacío de poder en aquella área. La gran expansión del grupo budista Dharmaguptaka en Asia Central durante este periodo también ha sido relacionado con este acontecimiento.

## La conexión cristiana de Santo Tomás
Vasudeva puede haber sido el rey indio que devolvió las reliquias de Tomás el Apóstol de Mylapore, India en 232 CE, hecho sobre el que se escribieron en siriaco las actas de Tomás. Las reliquias fueron transferidas triunfalmente a la ciudad de Edessa, Mesopotamia. El rey indio es nombrado como "Mazdai" en fuentes siriacas, y "Misdeos" y "Misdeus" en fuentes griegas y latinas respectivamente, lo cual ha sido conectado al "Bazdeo" en las monedas Kushán de Vasudeva, ya que la transición entre "M" y "B" es corriente en las fuentes clásicas para los nombres indios.